# 上芦別駅
上芦別駅（かみあしべつえき）は、北海道芦別市上芦別町にある北海道旅客鉄道（JR北海道）根室本線の駅である。駅番号はT27。電報略号はミヘ。事務管理コードは▲130406。
かつては急行「狩勝」の停車駅で、1972年（昭和47年）までは急行「そらち」（初代）の発着駅でもあった。

## 歴史
昭和30年前後には、貨物の取り扱いが全国でも有数の量を誇る駅となっていた。

### 年表
- 1917年（大正6年）11月：三菱合資会社（後の三菱鉱業）第一坑まで分岐線2.4km敷設。12月運炭開始。
- 1920年（大正9年）1月16日：鉄道院釧路本線（→根室本線）の駅として、下芦別駅（→芦別駅） - 野花南駅間に新設（一般駅）[4]。同時に三菱鉱業第三坑（六線沢/加藤ノ沢）までの専用線4.7km運用開始。
- 1932年（昭和7年）9月：三菱鉱業第一坑閉鎖。
- 1933年（昭和8年）9月：三菱鉱業第二坑、第三坑閉鎖、三菱鉱業上芦別炭鉱休山[注釈 3]。
- 1934年（昭和9年）11月：帝室林野局上芦別出張所が芦別森林鉄道31.2kmを竣工。
- 1937年（昭和12年）：空知川対岸の金剛地区から山崎幸輔（後に東芦別炭鉱を設立）が索道を設置して運炭。
- 1938年（昭和13年）：山崎幸輔が当駅隣接の貨車積み込み貯炭庫設置。
- 1944年（昭和19年）11月：明治鉱業が東芦別炭鉱（山崎幸輔）を買収。明治鉱業上芦別鉱業所設立。
- 1949年（昭和24年）
  - 6月1日：公共企業体である日本国有鉄道に移管。
  - x月x日：明治鉱業が当駅に隣接して選炭場を設置し、空知川鉄橋及び輪車路（専用軌道）を敷設。同時に索道廃止。
  - 12月24日：三菱鉱業芦別鉱業所専用鉄道 上芦別 - 辺渓間開通。
- 1954年（昭和29年）：三菱鉱業芦別鉱業所専用鉄道 辺渓 - 辺渓三坑間開通。
- 1961年（昭和36年）：芦別森林鉄道廃止。中間地点に北菱炭鉱の運炭用3.8kmを残して軌道撤去。トラック輸送に切り替え。
- 1963年（昭和38年）1月31日：明治鉱業上芦別鉱業所閉山。
- 1964年（昭和39年）3月：三菱鉱業芦別鉱業所閉山に伴い専用鉄道廃止。
- 1975年（昭和50年）2月1日：貨物取扱を専用線発着車扱貨物に限定。
- 1982年（昭和57年）
  - 5月30日：貨物・荷物扱い廃止[5]。無人[6]（簡易委託）化[3]。
  - 12月31日：駅舎を改築[3]。
- 1987年（昭和62年）4月1日：国鉄分割民営化により、北海道旅客鉄道（JR北海道）の駅となる[1]。
- 199x年：簡易委託廃止、完全無人化。

### 駅名の由来
芦別駅（旧：下芦別駅）より空知川の上流にあることから。

## 駅構造
島式ホーム1面2線を持つ地上駅。ホームへの連絡は跨線橋を有する。
無人駅。自動券売機は設置されていない。
かつては三菱鉱業や明治鉱業からの石炭積み出し駅として栄えていたため構内は広い。

### のりば
| 番線 | 路線      | 方向 | 行先               |
| ---- | --------- | ---- | ------------------ |
| 1    | ■根室本線 | 下り | 富良野・東鹿越方面 |
| 2    | ■根室本線 | 上り | 滝川方面           |

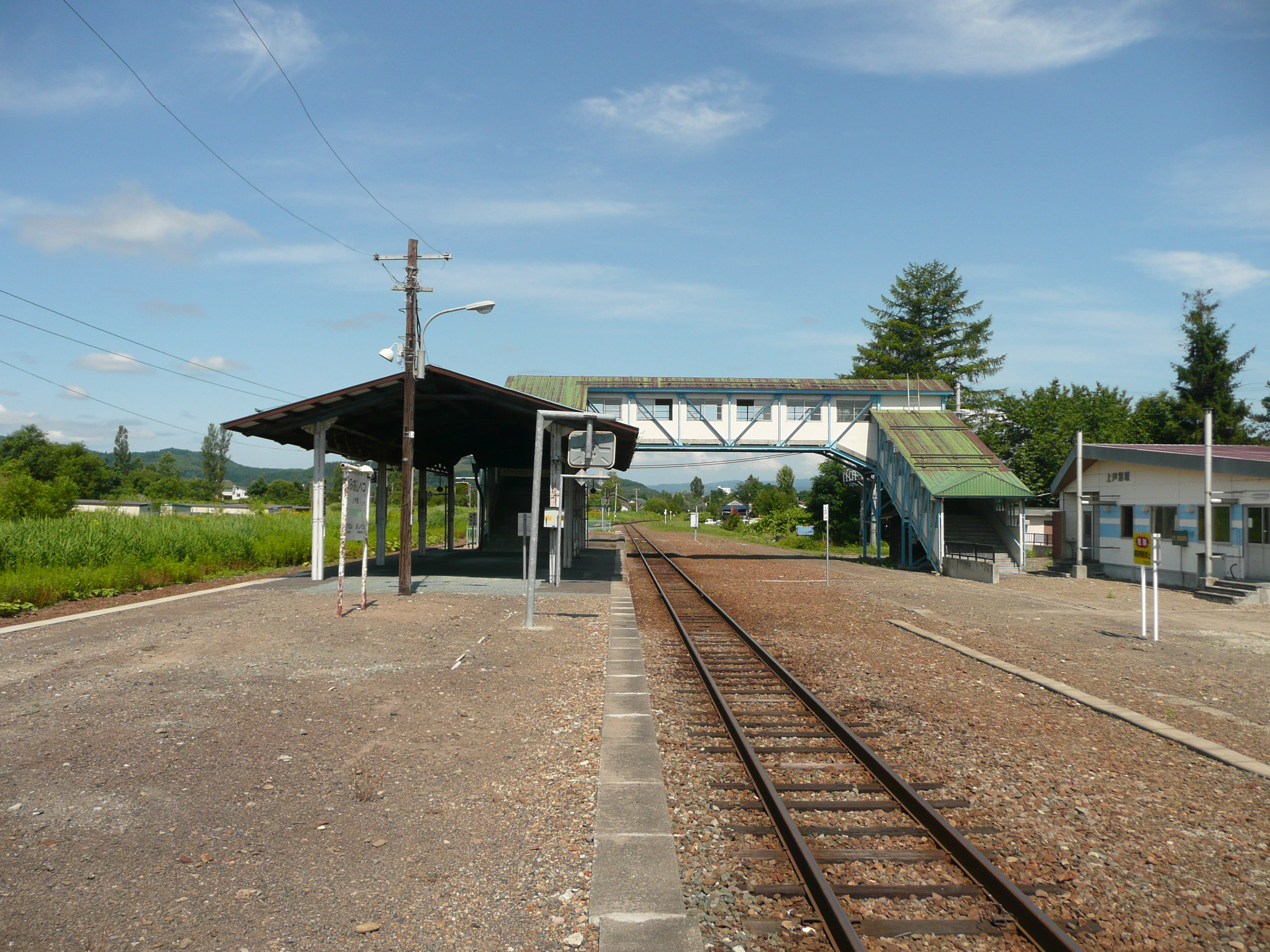
ホーム（2008年7月）
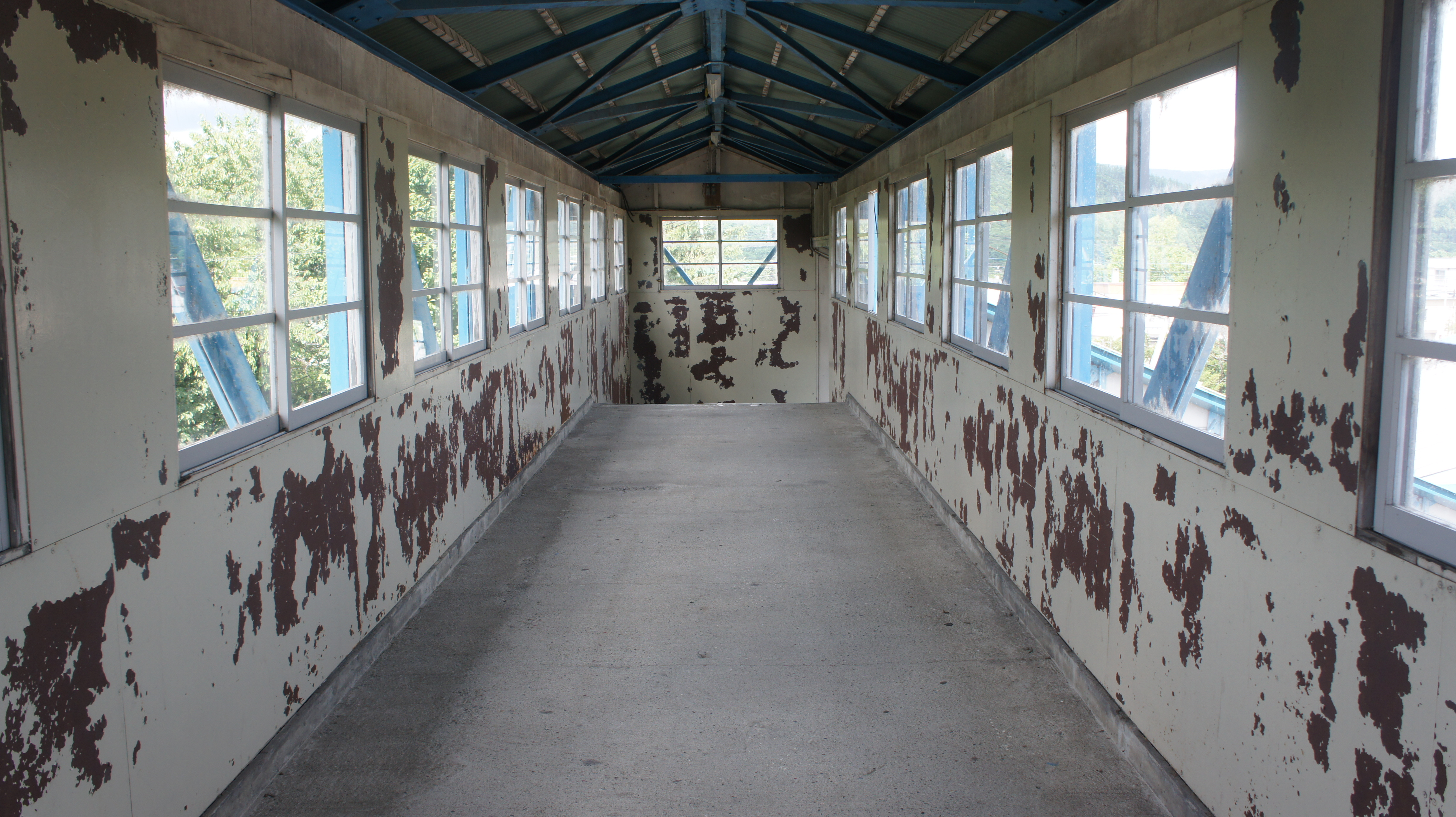
跨線橋（2017年8月）

## 利用状況
乗車人員の推移は以下のとおり。年間の値のみ判明している年については、当該年度の日数で除した値を括弧書きで1日平均欄に示す。乗降人員のみが判明している場合は、1/2した値を括弧書きで記した。
また、「JR調査」については、当該の年度を最終年とする過去5年間の各調査日における平均である。
| 年度               | 乗車人員 | 乗車人員 | 乗車人員 | 出典       | 備考                |
| 年度               | 年間     | 1日平均  | JR調査   | 出典       | 備考                |
| ------------------ | -------- | -------- | -------- | ---------- | ------------------- |
| 1950年（昭和25年） |          | 721      |          | [ 3 ]      |                     |
| 1957年（昭和32年） |          | 1,188    |          | [ 3 ]      |                     |
| 1975年（昭和50年） |          | 110      |          | [ 3 ]      |                     |
| 1992年（平成04年） |          | (17.0)   |          | [ 8 ]      | 1日平均乗降客数34人 |
| 2016年（平成28年） |          |          | 25.8     | [ JR北 1 ] |                     |
| 2017年（平成29年） |          |          | 27.8     | [ JR北 2 ] |                     |
| 2018年（平成30年） |          |          | 30.2     | [ JR北 3 ] |                     |
| 2019年（令和元年） |          |          | 29.6     | [ JR北 4 ] |                     |
| 2020年（令和02年） |          |          | 29.4     | [ JR北 5 ] |                     |
| 2021年（令和03年） |          |          | 28.0     | [ JR北 6 ] |                     |
| 2022年（令和04年） |          |          | 22.6     | [ JR北 7 ] |                     |
| 2023年（令和05年） |          |          | 20.2     | [ JR北 8 ] |                     |

## 駅周辺
- 国道38号
- 北海道道365号上芦別停車場線・北海道道567号上芦別停車場野花南湖線
- 芦別警察署上芦別駐在所
- 上芦別郵便局
- 野花南湖
- 野花南ダム
- 空知交通「上芦別駅前」停留所
- 北海道中央バス（高速ふらの号）「上芦小学校前」停留所[9]

## 隣の駅
北海道旅客鉄道（JR北海道）
■根室本線
芦別駅 (T26) - 上芦別駅 (T27) - 野花南駅 (T28)